# Sveta Helena (Sveti Ivan Zelina)
Sveta Helena is een plaats in de gemeente Sveti Ivan Zelina in de Kroatische provincie Zagreb. De plaats telt 400 inwoners (2001).